# Ялхароева, Марем Ахметовна
Маре́м Ахме́товна Ялхаро́ева (ингуш. Ялхарой Ахьмада Марем; род. 12 мая 1956 года, Текели, Казахская ССР) — российский ингушский литературовед, филолог, тюрколог, писатель, публицист, журналист и переводчик. Кандидат филологических наук. Заслуженный работник культуры Республики Ингушетия. Первый исследователь ингушский диаспоры в странах Ближнего Востока. Исследовала литературно-публицистическую деятельность ингушской диаспоры.

## Биография
Родилась 12 мая 1956 года в ингушской семье в Текели, куда её родители были отправлены в ссылку в 1944 году из селения Алхасты. По национальности ингушка, из тайпа Ялхорой[уточнить]. Её отец — Ахмет Губнакиевич Ялхароев, уроженец села Сагопши, мать — Хадишат Элаховна Аушева, уроженка села Сурхахи.
В 1961 году семья Марем Ялхароевой вернулась в ЧИАССР и поселилась в Грозном. Там в 1974 году Марем окончила школу № 26. В 1980 году окончила филологический факультет Чечено-Ингушского государственного университета им. Л. Н. Толстого.
С 1980 года по 1986 год работала педагогом в школе № 49 Грозного. С 1986 года по 1988 год являлась методистом РОНО Старопромысловского района г. Грозного. С 1988 по 1991 год была заместителем директора школы № 49 г. Грозного. В 1991—1993 гг. работала редактором в ингушской редакции Чечено-Ингушского гостелерадио.
После начала войны в Чечне Марем Ялхароева переехала в Ингушетию. С 1996 по 2004 год работала в республиканской газете Сердало. С 2004 по 2012 гг. в газете «Ингушетия». Параллельно занималась преподавательской деятельностью в Институте экономики и правоведения г. Назрани.
С 2014 года является ведущим научным сотрудником Ингушского научно-исследовательского института гуманитарных наук имени Чаха Ахриева.

## Исследовательская работа и достижения
В 1997 году Марем Ялхароева начала заниматься исследованием ингушской диаспоры в Турции и странах Ближнего Востока. Марем Ялхароева плодотворно занимается журналистикой, работая в общенациональной газете Республики Ингушетия «Сердало». Именно в этот период она впервые заявляет в своем творчестве о турецкой теме. На страницах старейшего в стране печатного издания появляется ее рубрика «Ингушское зарубежье», в которой она рассказывает о судьбах конкретных ингушей, оказавшихся в изгнании и проживших в Турции всю жизнь. Литературно-публицистическая деятельность ингушской диаспоры в Турции позже становится предметом научных исследований Ялхароевой. В 1997 году организовала впервые из среды учёных Ингушетии этнологические экспедиции в Турцию в поисках утраченных связей ингушских мухаджиров с исторической Родиной. Было выявлено до 12 общин ингушей мухаджиров различных городах стран Ближнего Востока.
Исследования Марем Ахметовны занимают несколько лет, и их итог превосходит все ожидания. Впечатленная масштабом и глубиной этих исследований, трогательные строки адресовала ей в то время ее преподаватель в бытность студенткой Чечено-Ингушского государственного университета им. Л.Н.Толстого, ученый и правозащитница Марьям Яндиева: «Я восхищена твоим человеческим и профессиональным подвигом — проделана колоссальная поисковедческая („археологическая“) работа! Ты открыла в турецких закромах столько сокровищ в дичайше тяжелой для себя лично (и, наверное, родных) ситуации 90-х годов! Ты и похожа на маленького стойкого солдатика — упорного, сильного…» Коллеги-журналисты тем временем называют научный прорыв Марем триумфом. В рамках исследования Ялхароева вела репортажи по ингушскому телевидению из Турции, встречаясь с ведущими учёными, публицистами и общественными деятелями из ингушской диаспоры в различных городах: Стамбул, Анкара, Конья, Бейшехир, Аланья и др.
В 2001 году стала победителем Всероссийского конкурса региональных журналистов «Вместе — 2001», Ассоциацией руководителей региональных средств массовой информации была признана лучшей журналисткой в номинации «Социальный портрет беженца».
В 2004 году впервые среди учёных Кавказа защитила кандидатскую диссертацию по теме ингушского мухаджирства. Марем Ялхароева переходит на работу в республиканскую общественно-политическую газету «Ингушетия». В это же время она начинает свою преподавательскую деятельность в институте экономики и правоведения г. Назрань. В повседневной журналистской практике Ялхароева чрезвычайно дорожит репутацией честного и непредвзятого журналиста. Из-под ее пера выходят выверенные, серьезные газетные материалы. Она не проходит безучастно мимо чужих проблем и бед, помогая людям в трудных жизненных ситуациях своим авторитетным словом, влияя им на нерасторопных и зарвавшихся чиновников в критических публикациях. Принципиальность и умение отстаивать свою позицию приносят ей уважение. Растет читательская аудитория популярного журналиста и публициста, а ее институтские лекции студенты встречают с восторгом.
В 2008 году выпустила монографию «Литературно-публицистическая деятельность ингушской диаспоры в Турции», в которой отразила важные вопросы научной и публицистической деятельности представителей ингушского зарубежья. В конкурсе, который проводился Фондом развития отечественного образования, в номинации «Общественные и гуманитарные науки» книга-монография Марем Ялхароевой «Литературно-публицистическая деятельность ингушской диаспоры в Турции» удостоилась диплома «За лучшую научную книгу 2008 года».
В 2013 году Ялхароева М. А. приняла участие в написании коллективной монографии «Ингуши» всероссийской энциклопедии «Народы и культуры» Института этнологии и антропологии им. Н. Н. Миклухо-Маклая РАН, став автором раздела «Иордания, Ирак, Сирия, Турция» 9 главы «Ингуши за пределами России».
В 2020 году издала в переводе на русский язык роман турецкого писателя ингушского происхождения Садеттина Джанполата «Серебряный кинжал». Через два года подготовила его переиздание, дополнив вступительным словом от своего имени, отзывом учёного Биттировой Т. Ш., а также иллюстрациями автора.
В 2021 году издала на русском языке роман другого турецкого писателя ингушского происхождения из тейпа Тумгоевых — Ферди Айдамира «Виртуальная любовь».

### Оценка деятельности
Представители научной интеллигенции Ингушетии и вне её высоко оценивают многолетнюю исследовательскою работу Ялхароевой:
- директор Ингушского НИИ гуманитарных наук имени Чаха Ахриева, профессор И. А. Дахкильгов[1]:

«Ингушское зарубежье» — это новая, оригинальная и весьма значимая страница в ингушской культуре, истории, общественной мысли. Благодаря усилиям М. Ялхароевой этот новый, доселе не возделанный пласт значительно обогатит местную культуру. Заслуга автора прежде всего в том, что она впервые в столь значительном объеме анализирует опыт жизни наших соотечественников в Турции. Её исследование вводит в научный оборот столь большой, специфический, общественно- и идейно-эстетически значимый литературно-публицистический материал, что это само по себе уже сродни научному подвигу.
- доктор филологических наук, заведующая сектором балкарской литературы Института гуманитарных исследований КБНЦ РАН Т. Ш. Биттирова[1]:

До настоящего исследования учеными-ингушеведами не было издано ни одной монографической работы по данной теме. В работе М. Ялхароевой впервые наиболее полно представлены пути развития духовности ингушского народа в условиях диаспоры. Исследованию этой весьма актуальной филологической, культурологической и в какой-то мере общественно-исторической проблемы предшествовала большая и серьёзная собирательская и систематизаторская работа по обеспечению его литературной и источниковедческой основы. Автор в течение ряда лет по крупицам собирала фактический материал. Она работала с личными архивами, знакомилась с библиографией кавказских литературных и общественно-политических изданий; многократно встречалась с выходцами с Северного Кавказа и их потомками.

## Избранные труды
- Ялхароева М. А. Литературно-публицистическая деятельность ингушской диаспоры в Турции. — Назрань, 2008.
- Ялхароева М. А. «Поэзия света» Бана Гайтукаева. Сборник стихотворений. — М., 2004.
- Ялхароева М. А. Он поднимал дух народа. Жизнь и творчество Т. Х. Мальсагова. — Ростов-на-Дону, 2012.
- «Ингуши» // Институт этнологии и антропологии им. Н. Н. Миклухо-Маклая РАН; Ингушский государственный университет. — М.: Наука, 2013 (автор раздела «Турция, Иордания, Ирак, Сирия» главы «Ингуши за пределами России»)[11].
- Ялхароева М. А. «Ингуши — герои Турции» // Турецкий научный журнал «Yeni Turkiye» — «Новая Турция», Анкара, 2015. С.460-463.
- «Джамалдин Яндиев — поэт эпохи». — Назрань, 2016 (ответственный редактор и составитель).
- Ялхароева М. А. «Полёт свободной мысли». Сборник художественных произведений. — Магас, 2016.
- Ялхароева М. А. Руководитель проекта. Ингушские этюды. Очерки об ингушской диаспоре в Турции. А. Т. Сибгатуллина. Ростов-на-Дону 2023.

В журналах (ВАК)
- Ялхароева М. А. Личность Сталина в публицистике Абдурахмана Авторханова // Вестник калмыцкого университета. — Элиста, 2018, № 39 (3), С. 136—141[12].
- Ялхароева М. А. Литературная деятельность Дженнет Джабагиевой // Известия ЮФУ. Филологические науки. — Ростов-на-Дону, 2018, № 3, С. 169—173[13].
- Ялхароева М. А. Тарик Джемал Кутлу — писатель, публицист, переводчик // Филологические науки. Вопросы теории и практики. — 2017, № 7, С. 61—63[14].
- Ялхароева М. А. Тема поверженной родины в публицистике чечено-ингушского зарубежья // Филологические науки. Вопросы теории и практики. — 2017, № 8, С. 62—64.
- Ялхароева М. А. Проблематика дореволюционной публицистики Магомета Котиева // Филологические науки. Вопросы теории и практики. — Тамбов, 2016, № 7, ч. 3. С. 57—59.
- Ялхароева М. А. Духовная наследие Магомета Кутиевича Куркиева // Известия ЮФУ. Филологические науки. — Ростов-на-Дону, 2019, № 3[15].
- Ялхароева М. А. Жанрово-стилистические особенности очерка Магомета Котиева «Советская власть на Тереке. Революция и ингуши» //Филологические науки. Вопросы теории и практики. — Тамбов, 2016, № 8, ч. 1, С. 74—76.
- Ялхароева М. А. Образ лошади (коня) в прозе Николая Базоркина // Успехи современной науки и образования. — Белгород, 2017, Т. 3, № 5, С. 101—102.
- Ялхароева М. А. Образ русского народа в публицистике Абдурахмана Авторханова // Научное обозрение: гуманитарные исследования : журнал. — 2017. — № 10.
- Ялхароева М. А. Эпистолярное наследие ингушской зарубежной диаспоры // Филологические науки. Вопросы теории и практики : журнал. — 2017. — № 7.
- Ялхароева М. А. Структура и мотивы повести Созерко Мальсагова «Адские острова» // Гуманитарные исследования : журнал. — 2017. — № 3(63). — С. 132—136.
- Ялхароева М. А. Вклад чечено-ингушской диаспоры в словесную культуру Турции // Мир науки, культуры, образования : журнал. — 2018. — № 3(70). — С. 547—550.[16].

Переводы
- Садеттин Джанполат. «Серебряный кинжал». — Магас, 2020 (перевод с турецкого).
- Ферди Айдамир. «Виртуальная любовь». — Ростов-на-Дону, 2021 (перевод с турецкого).

## Награды
- Серебряный знак фонда имама Шамиля (1997)
- Заслуженный работник культуры Республики Ингушетия (2003)
- Лауреат седьмой артиады народов России (2003)
- Лауреат конкурса «Лучшая научная книга» от Фонда развития отечественного образования (2008)[17]
- Высшая награда Республики Ингушетия — орден «За заслуги» (2005)